# كاثرين شيلدون
كاثرين شيلدون (بالإنجليزية: Kathryn Sheldon) هي ممثلة أمريكية، ولدت في 22 سبتمبر 1879 في الولايات المتحدة، وتوفيت في 25 ديسمبر 1975 بلوس أنجلوس في الولايات المتحدة.

## وصلات خارجية
- كاثرين شيلدون على موقع IMDb (الإنجليزية)
- كاثرين شيلدون على موقع قاعدة بيانات الفيلم (الإنجليزية)